# مارك ستانلي
مارك ستانلي (بالإنجليزية: Mark Stanley)‏ هو مصمم إضاءة وممثل بريطاني، ولد في 29 أبريل 1987 بإنجلترا في المملكة المتحدة.

## أعمال

### أفلام
- (2014) السيد تيرنر[6][7]
- (2015) القوة تنهض[8]
- (2019) هلبوي

## وصلات خارجية
- مارك ستانلي على موقع IMDb (الإنجليزية)
- مارك ستانلي على موقع قاعدة بيانات الأفلام العربية
- مارك ستانلي على موقع ألو سيني (الفرنسية)
- مارك ستانلي على موقع أول موفي (الإنجليزية)
- مارك ستانلي على موقع قاعدة بيانات الفيلم (الإنجليزية)
- مارك ستانلي على موقع كينوبويسك (الروسية)